# عادل عبدالله با سلیمان
عادل عبدالله با سلیمان (انگلیسی: Adel Abdullah Ba Sulaiman؛ زادهٔ ۶ ژوئن ۱۹۸۲) بازیکن فوتبال اهل امارات متحده عربی است.